# Aphanotrigonella mongolica
Aphanotrigonella mongolica är en tvåvingeart som beskrevs av Dely-draskovits 1981. Aphanotrigonella mongolica ingår i släktet Aphanotrigonella och familjen fritflugor.
Artens utbredningsområde är Mongoliet. Inga underarter finns listade i Catalogue of Life.